# Routes 88
Albums de Hubert-Félix Thiéfaine
En concert vol.2
(1986) Paris-Zénith
(1995)
Routes 88 est le troisième album en public d'Hubert-Félix Thiéfaine. Il a été enregistré en partie à l'Élysée-Montmartre en avril 1988 et en partie le samedi 22 octobre 1988 au Chapiteau Glandas à Ivry-sur-Seine,. Il suit la sortie de l'album studio Eros über alles et se concentre principalement sur la période rock avec Claude Mairet.

## Pistes
| No  | Titre                                       | Durée |
| --- | ------------------------------------------- | ----- |
| 1.  | La vierge au Dodge 51                       |       |
| 2.  | Bipède à station verticale                  |       |
| 3.  | Was Ist das Rock'n'roll                     |       |
| 4.  | Narcisse 81                                 |       |
| 5.  | Exil sur planète fantôme                    |       |
| 6.  | Chambre 2023 et des poussières              |       |
| 7.  | Les Dingues et les Paumés                   |       |
| 8.  | Affaire Rimbaud                             |       |
| 9.  | Droïde song                                 |       |
| 10. | Sweet amanite phalloïde queen               |       |
| 11. | Septembre rose                              |       |
| 12. | Je ne sais plus quoi faire pour te décevoir |       |
| 13. | Zone chaude, môme                           |       |
| 14. | Loreleï sébasto cha                         |       |
| 15. | Mathématiques souterraines                  |       |
| 16. | La Fille du coupeur de joints               |       |
| 17. | Errer Humanum Est                           |       |

## Crédits
- Chant, guitares : Hubert-Félix Thiéfaine
- Guitares : Claude Mairet
- Guitares : Patrice Marzin
- Claviers : Jean-Louis Cortes
- Basse : Didier Batard
- Batterie : Alain Gouillard
- Chœurs : Claude Mairet, Patrice Marzin, Jean-Louis Cortes